# Pleumeleuc
Pleumeleuc é uma comuna francesa na região administrativa da Bretanha, no departamento Ille-et-Vilaine. Estende-se por uma área de 19,48 km². Em 2010 a comuna tinha 3 468 habitantes (densidade: 178 hab./km²).